# دلبوث إيطالي

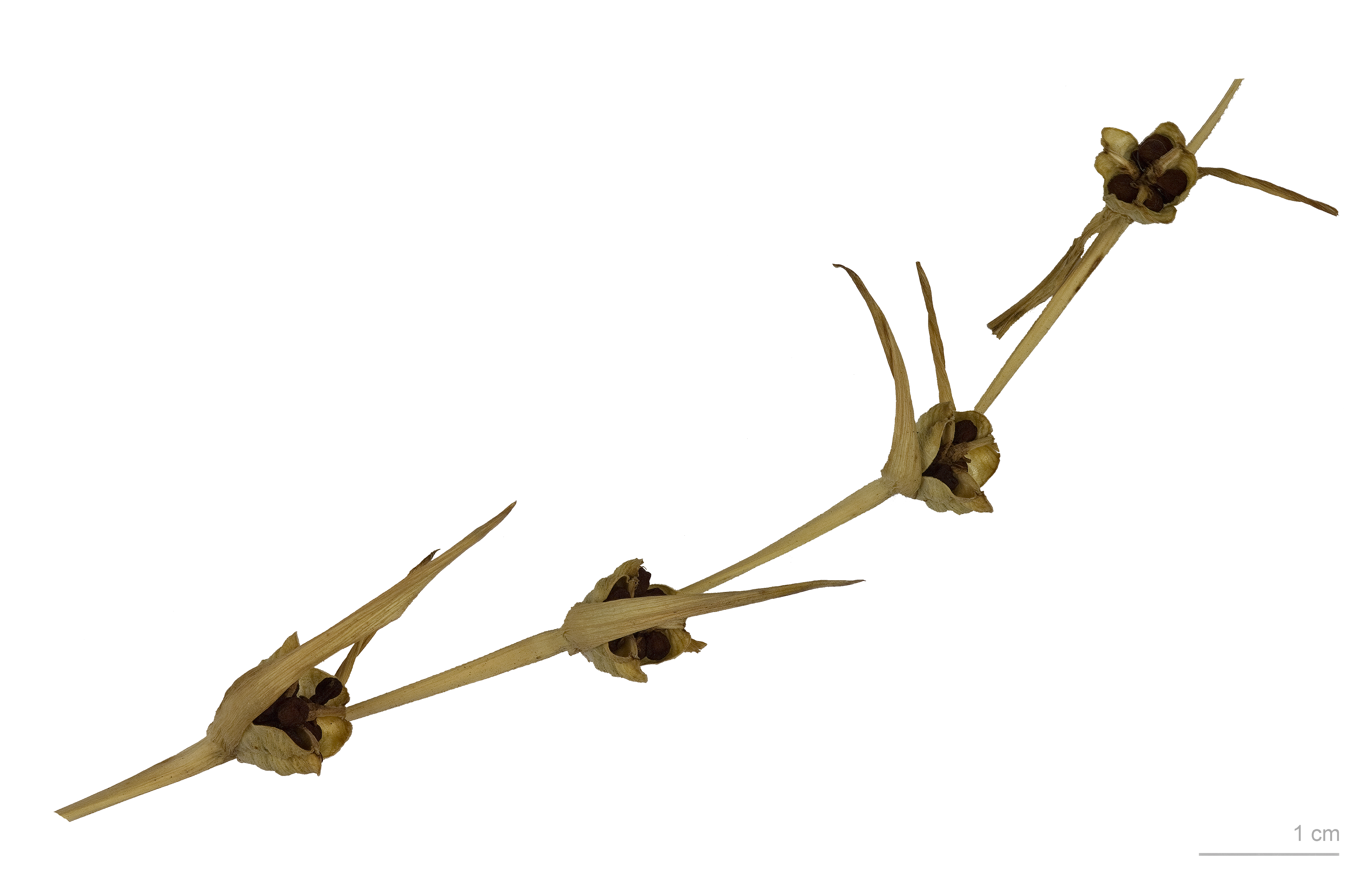
الدلبوث الإيطالي

الدلبوث الإيطالي أو الگلاديول الإيطالي (باللاتينية: Gladiolus italicus) نوع ينتمي إلى جنس الدلبوث من الفصيلة السوسنية. يعد هذا النبات من الحشائش.

## من أنواعه
النبات معمر. الساق قائمة يصل ارتفاعها إلى حوالي المتر، تنمو عند قاعدتها أوراق طويلة. تنمو النورة على النصف العلوي من الساق. الثمرة علبة يصل طولها إلى 1 سم.